# (38423) 1999 RS226
1999 RS226 (asteroide 38423) é um asteroide da cintura principal. Possui uma excentricidade de 0.07607030 e uma inclinação de 21.61789º.
Este asteroide foi descoberto no dia 5 de setembro de 1999 por CSS em Catalina.